# Stankovo (Słowenia)
Stankovo – wieś w Słowenii, w gminie Brežice. W 2018 roku liczyła 8 mieszkańców.